# Pentila fayei
Pentila fayei är en fjärilsart som beskrevs av Henry Stempffer 1963. Pentila fayei ingår i släktet Pentila och familjen juvelvingar. Inga underarter finns listade i Catalogue of Life.